# Klaus Brüggemann
Klaus Brüggemann (* 1959 in Witten, Nordrhein-Westfalen) ist ein deutscher Sportmanager, Unternehmer und Lehrbeauftragter.

## Werdegang
Brüggemann absolvierte zunächst von 1974 bis 1977 eine Ausbildung zum Koch. Während dieser Ausbildung wurde er 1976 Vize-Europameister der Köche. Von 1979 bis 1982 folgte ein Studium an der Wirtschaftsfachschule Berlin, wo er den Abschluss als Betriebswirt erlangte. 1985 bis 1988 war er Personaldirektor bei Lufthansa, LSG Sky Chefs. 1989 bis 2003 war er Geschäftsführer und Gesellschafter der Comfort plus Hotel GmbH & Co KG. Im Jahr 2000 wurde Klaus Brüggemann in den Aufsichtsrat von Hertha BSC gewählt. 2003 wechselte Brüggemann in die Sportbranche und betätigte sich als Sportmanager und Mental- und Personaltrainer. Von 2003 bis 2005 war er als Berater für den Boxweltmeister Nicolai Valuew und für das Management des brasilianischen Fußballspielers Ronaldinho tätig. 2006 war Brüggemann Operationsmanager bei der FIFA-Weltmeisterschaft in Berlin.
Von 2007 bis 2011 war er Berater des Vorstandes der DKB und anschließend, von 2011 bis zu seinem Aufhebungsvertrag im April 2013, Geschäftsführer und Sportdirektor des damaligen Drittligisten SV Babelsberg.
Seit 2014 ist Brüggemann geschäftsführender Gesellschafter einer staatlich anerkannten Privatschule im Bereich Gesundheit, Sport und Massagen. Er betreibt eine Agentur für Sportconsulting sowie Spa und Fitnessloungen und war als Berater für diverse Clubs im Ausland tätig. Brüggemann ist als Lehrbeauftragter an der Deutschen Hochschule für Prävention und Gesundheitsmanagement in Saarbrücken tätig, mit Schwerpunkt im Bereich der Masterstudiengänge in Sportökonomie, Sportmanagement, Sportmarketing, Digitalisierung und Forschung in Sportmärkten und Stadionmanagement.
Am 1. Juni 2022 wurde Brüggemann zum Vorsitzenden des Aufsichtsrats von Hertha BSC berufen. Im November 2022 scheiterte ein Abwahlantrag auf der Mitgliederversammlung des Vereins gegen ihn am Quorum einer benötigten Dreiviertelmehrheit. 51 Prozent der Versammlung stimmten für die Abwahl. Ihm war im Antrag Mitschuld an der „verfehlten Vereinspolitik“ und Einfluss auf die Präsidentenwahl des Vereins vorgeworfen worden, als er sich vor dem Votum öffentlich als Aufsichtsratsvorsitzender für einen Kandidaten aussprach. Am 15. Oktober 2023 stand aufgrund derselben Vorwürfe erneut ein Abwahlantrag gegen Brüggemann auf der Tagesordnung der Mitgliederversammlung von Hertha BSC. Brüggemann trat vor Beginn der Versammlung zurück und äußerte heftige Kritik an seinem Vorgänger als Vorsitzenden des Aufsichtsrats Torsten-Jörn Klein und an Vereinspräsidenten Kay Bernstein.
Seit Januar 2024 ist Klaus Brüggemann Aufsichtsratsvorsitzender der börsennotierten Libero Football Finance AG, die auf die Finanzierung von Fußballunternehmen spezialisiert ist und u. a. eine Beteiligung am FC Barcelona hält.

## Mitgliedschaften
- 2000 bis 2004 Aufsichtsratsmitglied Hertha BSC[14]
- 2008 bis 2011 Präsidiumsmitglied Hertha BSC[15]
- Mitglied im Aufsichtsrat Hertha BSC und Hertha BSC Gründungsschiff KG.[16]

## Privates
Klaus Brüggemann ist seit 1984 verheiratet und Vater einer erwachsenen Tochter.

## Veröffentlichungen
- Die Fußballblase. Hinter den Kulissen eines Milliardengeschäfts. Verlag Springer Gabler, Berlin/Heidelberg 2022, ISBN 978-3-662-64326-6
- Body & Mind Performance. 30 Jahre funktionelles Verjüngen ist möglich. Verlag Romeon-Verlag, Erstveröffentlichung 2022, ISBN 978-3-96229-364-2